# ابوالقاسم بشریاسین
ابوالقاسم بشریاسین شاعر و صوفی ایرانی است و در قرن چهارم در مهینه زندگی می‌کرده‌است. ابوسعید ابوالخیر در کودکی از وی بسیار آموخته است تا جایی که بیان می‌دارد: «مسلمانی را از بشریاسین آموخته‌ام» و «آنچه بر زبان ما رود گفتهٔ عزیران بود و بیشتر از آن پیر ابوالقاسم بشر بود»
از وی ده بیت شعر در اسرارالتوحید باقی مانده‌است. بشریاسین در سال ۳۸۰ خورشیدی درگذشت.
نمونه شعر:
| مرد باید که جگرسوخته خندان بودا |  | نی همانا که چنین مرد فراوان بودا |